# Eric Byrnes
Eric James Byrnes (né le 16 février 1976 à Redwood City en Californie, États-Unis) est un ancien joueur de champ extérieur de la Ligue majeure de baseball.
Il évolue pour les Athletics d'Oakland (2000-2005), les Rockies du Colorado (2005), les Orioles de Baltimore (2005), les Diamondbacks de l'Arizona (2006-2009) et les Mariners de Seattle (2010).

## Carrière

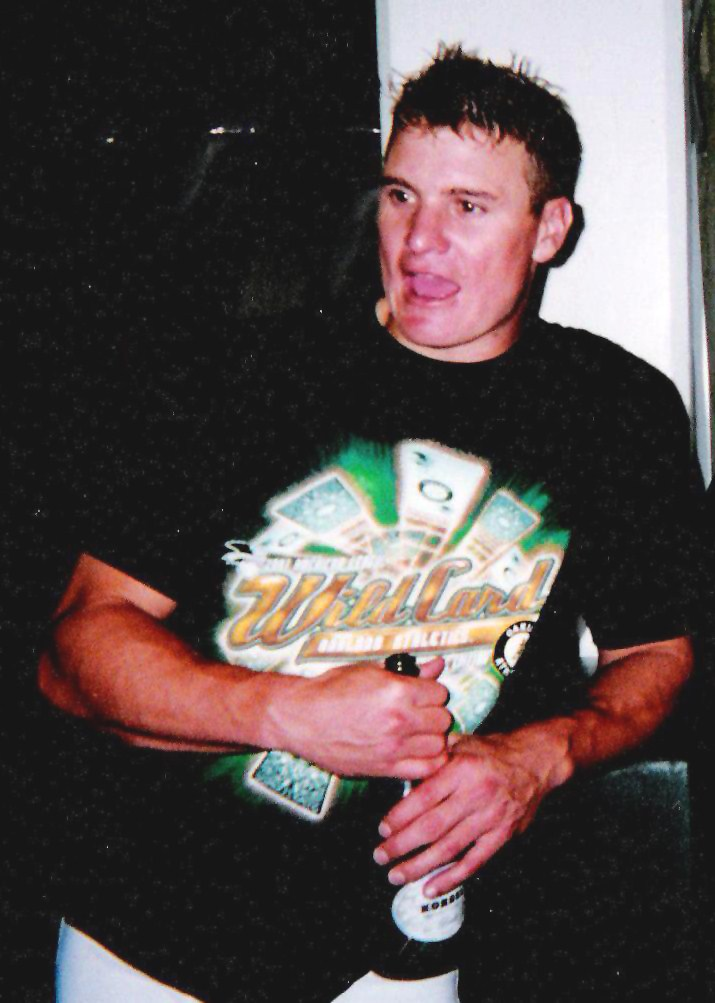
Eric Byrnes célèbre avec ses coéquipiers la qualification d'Oakland en séries éliminatoires le 23 septembre 2001.

Eric Byrnes est repêché en 1998 par les Athletics d'Oakland, avec qui il fait ses débuts dans les majeures le 22 août 2000.
Il joue sa première saison complète pour les Athletics en 2003. Le 29 juin, il frappe pour le cycle dans un match face aux Giants de San Francisco.
En 2005, il passe aux Rockies du Colorado puis aux Orioles de Baltimore dans la même saison.
En 2006, il signe un contrat comme agent libre avec les Diamondbacks de l'Arizona, pour qui il présente ses meilleures statistiques en carrière. En 2006, il frappe 26 coups de circuit et produit 79 points. En 2007, il totalise 21 circuits et 83 points produits.
En janvier 2010, il signe un contrat d'un an avec les Mariners de Seattle. Il est libéré de son contrat chez les Mariners le 3 mai 2010.